# Pietra de’ Giorgi
Pietra de’ Giorgi – miejscowość i gmina we Włoszech, w regionie Lombardia, w prowincji Pawia.
Według danych na rok 2004 gminę zamieszkiwało 875 osób, 79,5 os./km².